# Вуд, Генри
Сэр Генри Джозеф Вуд (англ. Sir Henry Joseph Wood, 3 марта 1869, Лондон — 19 августа 1944, Хитчин, Хертфордшир) — британский дирижёр и общественный деятель, основатель Променадных концертов.

## Биография
Генри Вуд родился в Лондоне в семье оптика, державшего магазин железнодорожных моделей. Отец будущего дирижёра пел в церковном хоре, а также играл на виолончели. Генри уже в 10 лет стал помощником органиста, а в 16 лет поступил в Королевскую академию музыки, где в течение двух лет учился пению у Мануэля Гарсии, а также игре на фортепиано, скрипке, органе, дирижированию и композиции. По завершении образования Вуд планировал работать аккомпаниатором, но занялся дирижированием, поступив в оперную компанию Карла Розы, в частности, в 1891 осуществив английскую премьеру оперы Чайковского «Евгений Онегин», а также премьеры опер Салливана «Айвенго» и «Лейб-гвардеец».
В 1893 Вуд был приглашён импресарио Куинс-холла Робертом Ньюменом руководить Променадными концертами, ежегодным летним фестивалем для широкой публики. 10 августа 1895 года состоялся первый концерт, на котором, помимо популярных оркестровых пьес, была исполнена увертюра Вагнера к опере «Риенци», хотя до того музыка Вагнера не была популярна в Великобритании. Тенденция совмещать популярные классические произведения с серьёзной музыкой и просветительскими премьерами проявлялась в Променадных концертах и в дальнейшем, так, Вуд осуществил английские премьеры многих произведений Римского-Корсакова, Чайковского, Прокофьева, Шостаковича, Сибелиуса, Дебюсси, Равеля, Яначека, Малера, Шёнберга. Генри Вудом были осуществлены мировые премьеры ряда произведений Фредерика Делиуса, Эдварда Элгара, Ральфа Воан-Уильямса, концерта для фортепиано с оркестром Бенджамина Бриттена и концерта для фортепиано с оркестром № 1 Сергея Рахманинова. Вуд стал также инициатором проведения Последней ночи Променадных концертов, в которую исполнялась патриотическая программа. В течение почти пятидесяти лет Вуд практически единолично дирижировал всеми концертами фестиваля, только в 1941 уступив часть выступлений Бэзилу Кэмерону и Адриану Боулту.
Значительной была и общественная деятельность Вуда. Так, в 1911 он стал инициатором введения женщин в оркестр, а также ввёл постоянную заработную плату для оркестрантов. Его борьба с системой заместителей, позволявшей любому оркестранту отказаться от участия в концерте в пользу заместителя и вынуждавшей держать двойной состав оркестра, привела к образованию в 1904 недовольными политикой Вуда Лондонского симфонического оркестра — первого постоянного оркестра Великобритании. С 1927 года Вуд достиг соглашения с Би-Би-Си о постоянной трансляции Променадных концертов по радио, и с 1930 года основным оркестром фестиваля стал Симфонический оркестр Би-би-си.

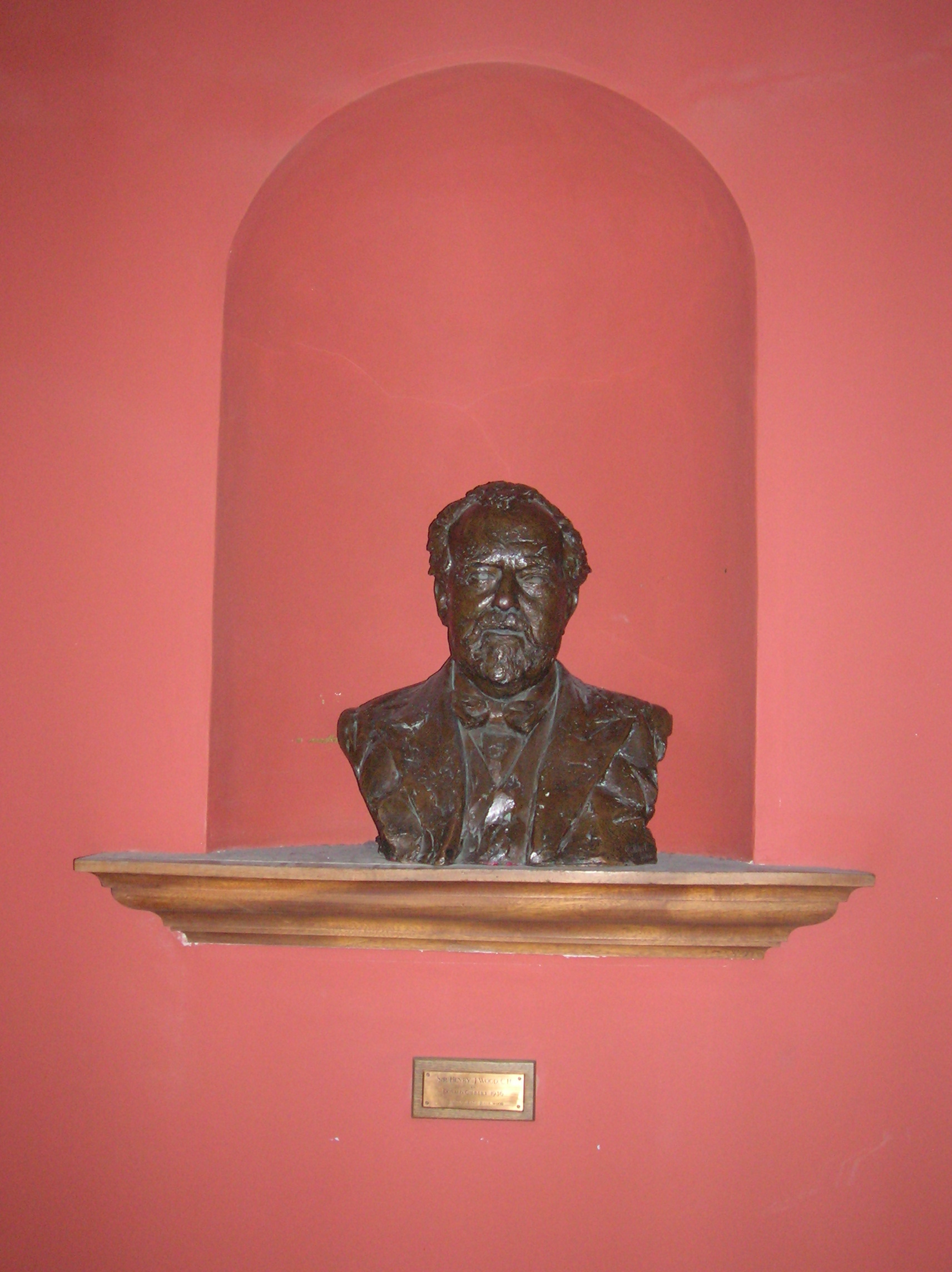
Бюст сэра Генри Вуда в Королевской академии музыки

Деятельность Вуда не исчерпывалась Променадными концертами. Он руководил целым рядом хоровых фестивалей в провинции и студенческими оркестрами. В 1905 к 100-летию Трафальгарской битвы Вудом была создана оркестровая Фантазия на британские морские песни, завершающаяся знаменитой песней Арна «Правь, Британия, морями!» и традиционно исполняющаяся на последнем концерте Променадного сезона. Другой композиторской работой Вуда стала оркестровка баховской Токкаты и фуги ре минор, исполненная им в 1929 как работа Павла Кленовского, молодого русского композитора. Розыгрыш был открыт только в 1934 году. Кроме того, Вудом был выполнен ещё ряд оркестровок. Также Генри Вуд был автором пособия «Элегантное искусство пения», написанного в молодости, и автобиографии «Моя музыкальная жизнь» (англ. My Life of Music, 1938).
Первым браком Вуд был женат на русской, княжне Ольге Урусове. После её смерти Вуд женился вновь и имел двух дочерей. Заслуги Вуда были высоко оценены — в 1911 он был посвящён в рыцари, в 1921 удостоен золотой медали Королевского филармонического общества, в 1944 награждён орденом Кавалеров Почёта.
Вторая мировая война, в ходе которой немецкой бомбардировкой был в 1941 разрушен Квинс-холл и заставившая Би-Би-Си отказаться от финансирования Променадных концертов, подкосила здоровье Вуда, хотя до последних дней он продолжал выступать. Генри Вуд умер в своём сельском доме за неделю до юбилейного пятидесятого финального концерта Променадов, и похоронен в церкви святого Сепулькра в Холборне, где начинал в качестве органиста и где в его память установлен витраж. В Глазго и Лондоне в честь Вуда названы концертные залы. В память Вуда в 1946 Уильямом Уолтоном на слова Джона Мэнсфилда был сочинён хоровой гимн.
Дирижёрский стиль Вуда отличался элегантностью, вниманием к деталям и замыслу композитора, разнообразием приёмов, хотя и имел некоторую авторитарность. Репертуар его включал практически все основные произведения мировой симфонической музыки, в том числе многих современных ему композиторов. В Королевской академии музыки ему установлен бюст.